# Szent Imre-templom (Egyházasdengeleg)
A nógrádi Cserhátalján, a Bér-patak partján fekvő Egyházasdengeleg temetőjében, kisebb halmon áll a Szent Imrének szentelt középkori eredetű, torony nélküli, nyeregtetős római katolikus templom. A váci egyházmegyének az elmúlt évezredből ránk maradt egyik legősibb építménye.

## Története

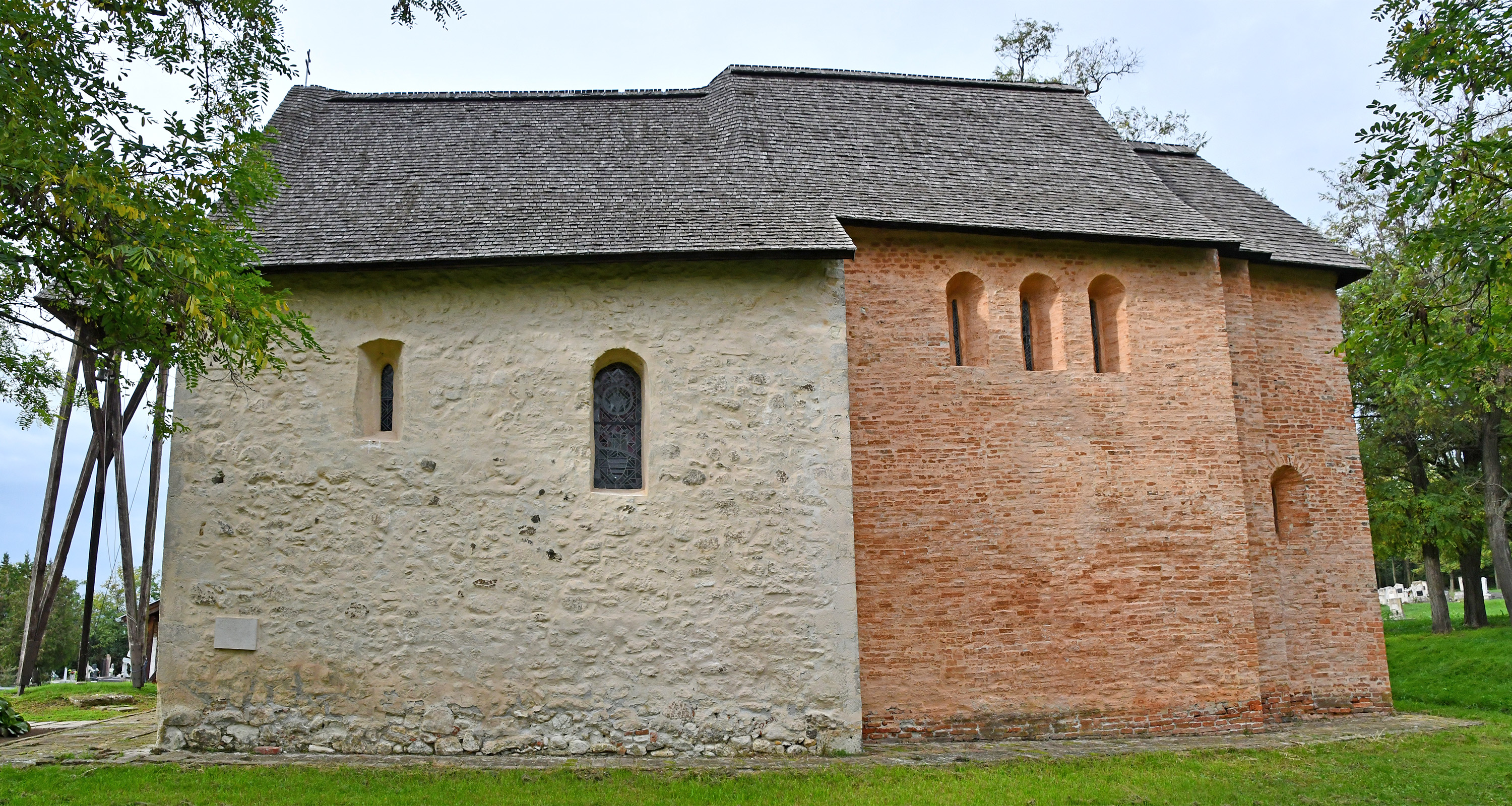
A templom részei (jobbról balra): a szentély, az eredeti román hajó és a hozzáépített gótikus hajó

Szent Imre szentté avatása után, a 11-12. század fordulóján épülhetett román stílusban, 14. században bővítették gótikus stílusú hajóval és sekrestyével. Az 1697. évi Canonica Visitatio-ban jól fedett, Szent Imre herceg tiszteletére emelt templomként említik. 1710-ben barokk stílusban átalakították. Homlokzati fala felett elhelyezkedő kis tornyocskája már 1722-ben létezett, orgonáját 1760 körül készítették. Az épületet 1710-ben átalakították, 1829-ben, 1834-ben és 1908-ban javították. 1952-ben a több helyen beázott tetőzetet az akkor bevezetett műemléki palára cserélték; a további repedések megakadályozására a fal koronájára vasbeton koszorút és vonóvasat építettek be.
1976-ban végezték az első műemléki helyreállítást Sedlmayr János építész vezetésével. Harangjai 1976-ig a tetőtérben voltak, ekkor a templom előtt felállított, modern haranglábra telepítették ki őket. Egyúttal elbontották a templom kis huszártornyát és a fakarzatot, a tetőt zsindellyel fedték.
1999 és 2002 között állami forrásból egy olasz cég készítette el a falak megerősítését egy általa szabadalmaztatott technológiának megfelelően. Az alapfalak megerősítése után gyémánt fúrófejjel 70 mm átmérőjű furatokat készítettek a falakban hosszanti irányban, és ezekben helyezték el a falkötő rudakat, melyeket a szükséges mértékben feszültség alá helyeztek. A rudak így a falakat szorosan össze tudják fogni, de rugalmasságuknak köszönhetően minimális mozgást engednek.

## Leírása
A templom egyhajós, hossztengelyére szimmetrikus, megközelítően keletelt, torony nélküli. Három része:
- az egyenesen záródó, téglából épült szentély;
- az eredeti, román stílusú téglalap alakú hajó, ami ma a templom kórusa;
- a kőből épült, téglalap alakú, gótikus hajó.

Sátortetős; a fazsindellyel fedett tetőt a szentély záródása felett lekontyolták. Falai kívül vakolatlanok.

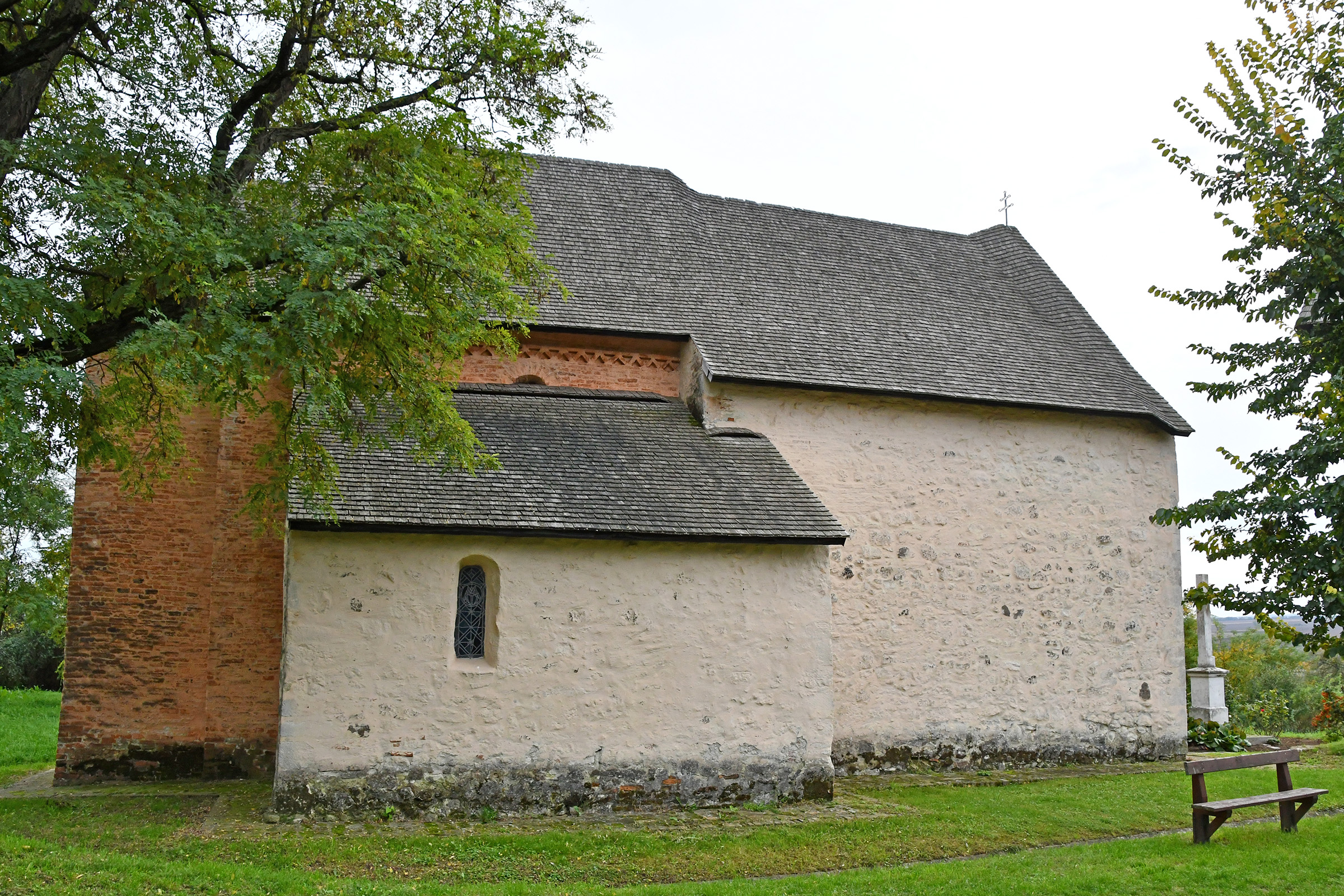
Az északi oldal a sekrestyével

A román stílusú rész falazata és padlója is tégla. A nyugati oldal gótikus bővítése (fal és padló) terméskő; hajója az eredetinél szélesebb; az egykori román hajórész északi oldalához sekrestyét toldottak ugyancsak kőből.

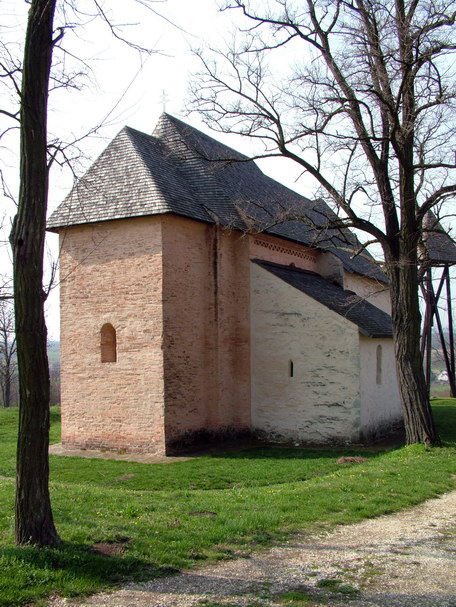
Szent Imre templom - szentély

A gótikus hajó (nyugati) homlokzata teljesen egyszerű, dísztelen. A félkörívvel záródó, kőkeretes bejárat a homlokzat tengelyében nyílik egyszárnyú, szalagkeretes kapuval. Mintegy méterrel a kapu felett teljesen szervetlenül egyenes, kőből faragott szemöldökpárkány húzódik. A szemöldök felett az oromfal közepén kis, négyzetes ablak, majd az orommezőben háromkaréjos, kis, egyszerű rózsaablak engedi be a fényt.
A dísztelen déli falat öt ablak tagolja:
- a szentélyen egy félköríves ablak,
- a kórusrészen, egészen a tető alatt három, félkörívvel záródó ablak,
- az új hajón egy kisebb és egy nagyobb félköríves ablak.

Az ugyancsak dísztelen északi falhoz toldották a sekrestyét. Ennek két ablaka van:
- a keleti oldalon egy kis, lőrésszerű,
- az északi oldalon egy félkörívvel záródó.

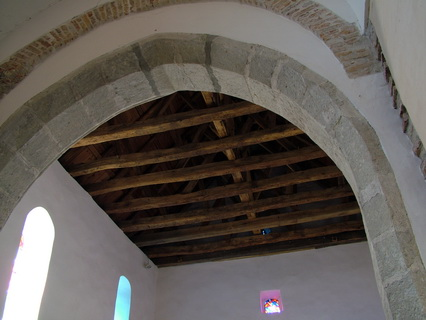
Templombelső – a diadalív és a hajó tetőszerkezete

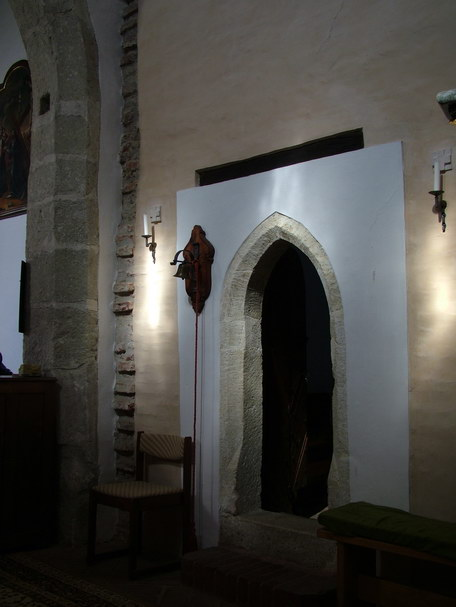
Templombelső – a sekrestyeajtó a diadalív részletével

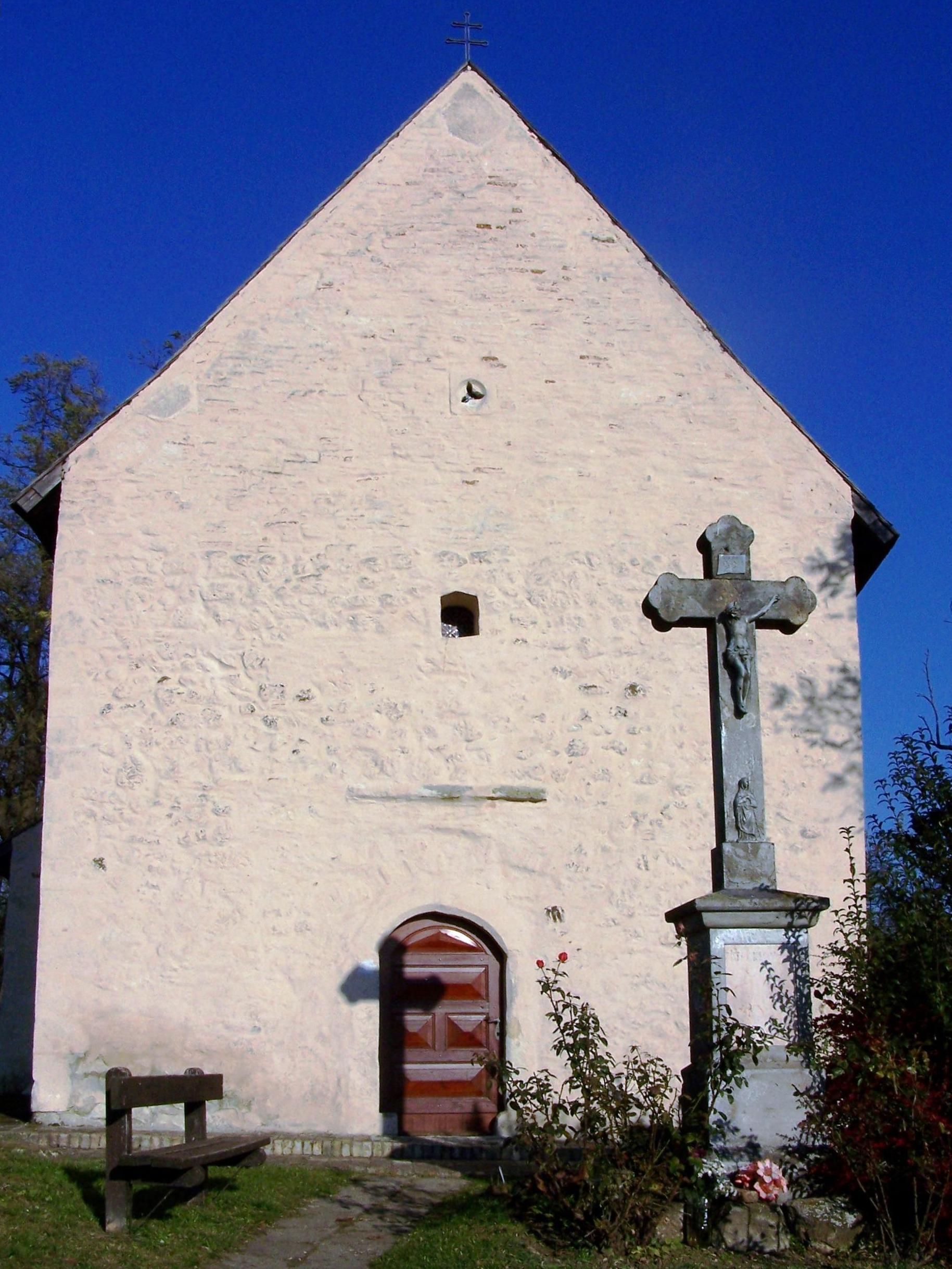
A templom homlokzata és az előtte álló kőkereszt

A szentély északi oldalán nincs ablak, viszont a román hajón (a mai kóruson) volt egy félköríves ablak, aminek nagy részét eltakarta a sekrestye. Felette, csak ezen az oldalon és a kórus szakaszán két téglasor közé rakott, ferdén fogazott főpárkány fut. A gótikus hajó északi oldala ablak nélküli.
A szentély keleti oldala is dísztelen, azon mindössze egy félkörívvel záródó ablak nyílik.
A román kori hajó és szentély közé félköríves hevedert építettek, a két, különböző korú épületrész közé pedig hornyolt, csúcsíves diadalívet. A gótikus hajót fagerendás síkmennyezet fedi, a szentély mennyezete keresztboltozatos. A sekrestye ajtaja a diadalívhez hasonlóan csúcsíves.
Berendezése a 18. század végén, 19. század elején készült. Szószéke népies, barokk, orgonáját ma nem használják. Szentélyének mai berendezése fából készült, rusztikus. Északi falában csúcsíves szentségtartó fülke látható, középkori falképtöredékei még feltáratlanok.
A templom nyugati homlokzata előtt kőkereszt áll, északnyugati sarkán pedig az ugyancsak fazsindellyel fedett, lábakon álló, modern harangláb.